# Кріпосний
КРІПОСНИ́Й1, а́, е́, іст.
1. Те саме, що кріпа́цький 2. Кріпосний гніт; Кріпосне право.
2. Належний кріпосникові. Спершу я сама була.., а далі.. пані взяла свою кріпосну молодицю з дочкою (Вовчок, І, 1955, 259); Кріпосні театри існували в неймовірно важких умовах поміщицької сваволі (Укр. клас. опера, 1957, 41).
КРІПОСНИ́Й2, а, е, військ., заст. Фортечний. На кріпосному мурі стояв ксьондз і кропив уланів кропилом (Довж., І, 1958, 258); Будувалася спеціальна залізнична вітка, щоб.. доставляти.. будівельні матеріали, сталеві балки та кріпосну артилерію (Гончар, II, 1959, 353).